# Klauzula prorogacyjna
Klauzula prorogacyjna, klauzula forum (łac. prorogatio fori) – postanowienie umowne, na mocy którego strony poddają wszelkie spory istniejące lub mogące wyniknąć na tle zawartej umowy pod rozstrzygnięcie określonego miejscowo sądu powszechnego albo sądu polubownego (zapis na sąd polubowny). Klauzula nie wskazuje prawa właściwego do oceny kontraktu, jednak w praktyce obrotu często wprowadzana jest do treści umowy razem z klauzulą wyboru prawa.
W polskiej procedurze cywilnej, przy braku odmiennego postanowienia stron, wybrany przez nie sąd staje się wyłącznie właściwy do rozstrzygnięcia sporu. W razie wytoczenia sprawy przed innym sądem, podniesienie przez drugą stronę, przed wdaniem się w spór, zarzutu umowy prorogacyjnej lub zapisu na sąd polubowny skutkuje odpowiednio: przekazaniem sprawy sądowi umownie właściwemu lub odrzuceniem pozwu. Strony mogą także umownie poddać spór pod rozstrzygnięcie sądu zagranicznego.
Możliwość wyboru sądu podlega niekiedy ograniczeniom. Strony nie mogą zmieniać właściwości rzeczowej sądu oraz właściwości miejscowej wyłącznej. W stosunkach prawnych konsumenckich narzucenie przez przedsiębiorcę sądu właściwego dla jego siedziby stanowi tzw. klauzulę abuzywną.

## Przykładowe brzmienie klauzuli prorogacyjnej i zapisu na sąd polubowny
- Strony poddają wszelkie spory z niniejszej umowy pod rozstrzygnięcie właściwemu rzeczowo sądowi w Olsztynie.
- Sądem wyłącznie właściwym do rozstrzygnięcia sporów z niniejszej umowy będzie sąd właściwy dla siedziby Sprzedającego.
- Strony poddają wszelkie spory z niniejszej umowy sądowi polubownemu – Stałemu Sądowi Arbitrażowemu w Łodzi.